# Josiah O. Wolcott
Josiah Oliver Wolcott, född 31 oktober 1877 i Dover, Delaware, död 11 november 1938 i Dover, Delaware, var en amerikansk demokratisk politiker och jurist. Han representerade delstaten Delaware i USA:s senat 1917–1921.
Wolcott utexaminerades 1901 från Wesleyan University. Han studerade sedan juridik och inledde 1904 sin karriär som advokat i Delaware.
Wolcott var delstatens justitieminister (Delaware Attorney General) 1913–1917. Han besegrade den sittande senatorn Henry A. du Pont i senatsvalet 1916. Senator Wolcott avgick 1921 för att tillträda som Delawares kansler, chefsdomare i Delaware Court of Chancery. Han efterträddes som senator av republikanen T. Coleman du Pont.
Wolcott avled 1938 i kanslersämbetet och han gravsattes på Lakeside Cemetery i delstatens huvudstad Dover.